# تاراس بوندارينكو
تاراس بوندارينكو (بالأوكرانية: Бондаренко Тарас Романович)‏ هو لاعب كرة قدم أوكراني، ولد في 23 سبتمبر 1992 في أوكرانيا. لعب مع نادي ميتالاك.

## وصلات خارجية
- تاراس بوندارينكو على موقع الاتحاد الأوربي (الإنجليزية)
- تاراس بوندارينكو على موقع اتحاد أوكرانيا (الإنجليزية)
- تاراس بوندارينكو على موقع قاعدة بيانات كرة القدم.إي يو (الإنجليزية)
- تاراس بوندارينكو على موقع Soccerway.com (الإنجليزية)
- تاراس بوندارينكو على موقع عالم كرة القدم.نت (الإنجليزية)